# Denise Darcel
Pour les articles homonymes, voir Darcel.

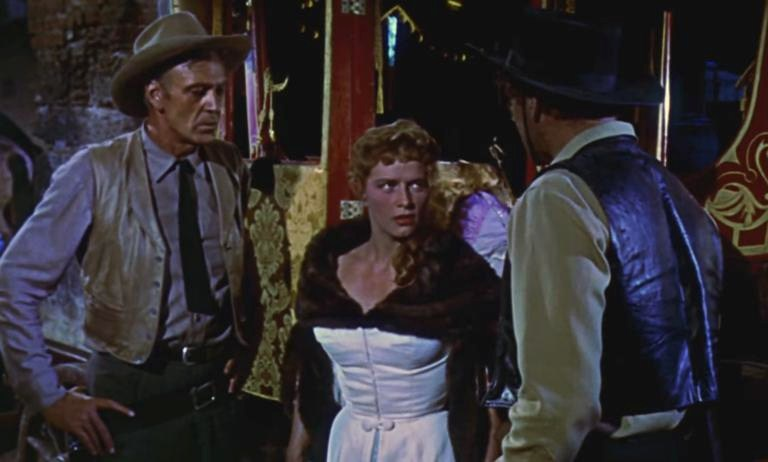
De g. à d. : Gary Cooper, Denise Darcel et Burt Lancaster, dans Vera Cruz (1954)

Denise Darcel est une actrice et chanteuse américaine d'origine française, née le 8 septembre 1924 à Paris 8e, morte le 23 décembre 2011 à Los Angeles.

## Biographie
Denise Marie-Louise Billecard, dite Denise Darcel, débute à Paris comme chanteuse de cabaret vers la fin des années 1940 puis s'installe aux États-Unis. Elle fait une carrière assez courte à Hollywood, son accent français étant important, et joue dans dix films américains entre 1948 et 1961, notamment Convoi de femmes (1951, avec Robert Taylor) de William A. Wellman, et Vera Cruz (1954, avec Burt Lancaster et Gary Cooper) de Robert Aldrich.
Par la suite, toujours aux États-Unis, elle apparaît quelquefois à la télévision dans son propre rôle et dans trois séries entre 1956 et 1963. Elle reprend par ailleurs sa carrière de chanteuse de cabaret et joue également au théâtre dans des pièces et comédies musicales, dont une seule fois à Broadway en 1950-1951.
En 1952, Denise Darcel est naturalisée américaine.

## Filmographie complète

### Cinéma
- 1948 : Ombres sur Paris (To the Victor) de Delmer Daves
- 1948 : Thunder in the Pines de Robert Gordon
- 1949 : Bastogne (Battleground) de William A. Wellman
- 1950 : Tarzan et la belle esclave (Tarzan and the Slave Girl) de Lee Sholem
- 1951 : Convoi de femmes (Westward the Women) de William A. Wellman
- 1951 : Challenge the Wilderness de Jack Atlas (court-métrage ; elle-même)
- 1952 : Un garçon entreprenant (Young Man with Ideas) de Mitchell Leisen
- 1953 : Traversons la Manche (Dangerous When Wet) de Charles Walters
- 1953 : La Guerre voilée (en) (Flame of Calcutta) de Seymour Friedman
- 1954 : Vera Cruz de Robert Aldrich
- 1961 : Traquées par les Japs (Seven Women from Hell) de Robert D. Webb : Claire Oudry

## Théâtre (sélection)
(comédies musicales, sauf mention contraire)
- 1950-1951 : Pardon Our French, musique de Victor Young, paroles d'Edward Heyman, livret d'Ole Olsen et Chic Johnson (à Broadway)
- 1958 : Oh, Captain ! (en), musique et paroles de Jay Livingston et Ray Evans, livret d'Al Morgan et José Ferrer (reprise ; création à Broadway la même année)
- 1961 : La Petite Hutte (The Little Hut), pièce d'André Roussin adaptée par Nancy Mitford (reprise ; création à Broadway en 1953)
- 1961 : Can-Can, musique et paroles de Cole Porter, livret d'Abe Burrows (reprise ; création à Broadway en 1953)
- 1995 : Follies, musique et paroles de Stephen Sondheim, livret de James Goldman (reprise à Houston et Seattle, avec Virginia Mayo et Constance Towers ; création à Broadway en 1971)